# Kalkilja (muhafaza)
Kalkilja (arab. ‏قلقيلية‎, Qalqīlyah) – muhafaza Palestyny. Leży w północno-zachodniej części Zachodniego Brzegu. Od północy sąsiaduje z Tulkarmem, od wschodu z Nablusem, a od południa z Salfitem. Od zachodu graniczy z izraelskim Dystryktem Centralnym. Ma powierzchnię 166 km². Według danych Palestyńskiego Centralnego Biura Statystycznego na rok 2007 zamieszkało ją 91 046 osób, co stanowiło 2,4% ludności Palestyny. Znajdowało się tu wtedy 16 336 gospodarstw domowych. Do 2015 roku liczba ludności wzrosła do 110 800, a gęstość zaludnienia wynosiła 667 os./km². Jest to czwarta najmniejsza pod względem liczby ludności muhafaza Palestyny.

## Miejscowości
Miasta
- Azzun
- Habla
- Kafr Kaddum
- Kafr Suls
- Kalkilja

Wioski
- Azzun Atma
- Baka
- Baka al-Hatab
- Bajt Amin
- Fara'ata
- Hadżdża
- Immatajn
- Isla
- Dżajus
- Dżinsafut
- Dżit
- Kafr Lakif
- An-Nabi Iljas
- Ras Atija
- Sannirija